# Opuntia cordobensis
Opuntia cordobensis är en kaktusväxtart som beskrevs av Carlos Luis Spegazzini. Opuntia cordobensis ingår i släktet fikonkaktusar, och familjen kaktusväxter. Inga underarter finns listade i Catalogue of Life.